# New York, Lincolnshire
New York är en ort i Storbritannien.   Den ligger i grevskapet Lincolnshire och riksdelen England, i den sydöstra delen av landet, 170 km norr om huvudstaden London. New York ligger 7 meter över havet och antalet invånare är 150.
Terrängen runt New York är mycket platt.Runt New York är det ganska tätbefolkat, med 75 invånare per kvadratkilometer. Närmaste större samhälle är Boston, 13,7 km sydost om New York. Trakten runt New York består till största delen av jordbruksmark.